# Oleksandr Martinenko
Oleksandr Martinenko (en ucraïnès Олександр Мартиненко; Donetsk, 22 de juliol de 1989) és un ciclista ucraïnès, que professional del 2008 al 2013. Ha combinat la carretera amb la pista.

## Palmarès en pista
- 2006
  -  Campió del món júnior en Puntuació

## Palmarès en ruta
- 2011
  - 1r al Gran Premi de Moscou
  - Vencedor de 2 etapes al Gran Premi d'Adiguèsia